# Otto Diem
Otto Diem (ur. 30 stycznia 1875 w Schwellbrunn, zm. 4 lipca 1950 w Lucernie) – szwajcarski lekarz psychiatra i neurolog. 
Studiował medycynę na Uniwersytecie w Bazylei i Uniwersytecie w Zurychu, tytuł doktora medycyny otrzymał w 1902 roku. Był lekarzem asystentem w klinice Burghölzli. Później praktykował w Lucernie. 
W dysertacji doktorskiej zaproponował wydzielenie osobnego typu dementia praecox (pojęcie odpowiadające dzisiaj używanemu określeniu schizofrenii), którą to tezę spopularyzował Eugen Bleuler. Schizofrenia prosta jest terminem używanym w psychiatrii do dziś.

## Wybrane prace
- Die einfach demente Form der Dementia praecox (Dementia simplex). Ein klinischer Beitrag zur Kenntniss der Verblödungspsychosen[1]. (1903)
- Die psycho-neurotische erbliche Belastung der Geistesgesunden und der Geisteskranken. Eine statistisch-kritische Untersuchung auf Grund einer Beobachtungen. Archiv für Rassen- und Gesellschafts-Biologie 2, 2/3, ss. 216-252 i 336-368 (1905)
- Betrachtungen aus dem Gebiete der Unfallmedizin an Hand eines Falles von Epilepsie[2]. (1923)
- Zur Katamnese nach Kopfverletzungen. Schweizer Archiv für Neurologie und Psychiatrie 32 ss. 18-27 (1933)
- Die Gefahren des Versicherungswesens (1935)